# 韩圣健
韩圣健（1973年10月—），男，汉族，工商管理硕士学位，福建平潭人，中华人民共和国政治人物。曾任海南省商务厅厅长、海南国际经济发展局局长。现任黑龙江省人民政府副省长。